# Robert Springer
Robert Clyde Springer (Saint Louis, 21 maggio 1942) è un ex astronauta statunitense. Ha partecipato alle missioni spaziali Shuttle STS-29 e STS-38 come specialista di missione.